# NEVER 오픈웨이트 챔피언십
NEVER 오픈웨이트 챔피언십(NEVER OpenWeight championship)은 신일본 프로레슬링의 챔피언십중 하나다.
신일본 프로레슬링의 챔피언쉽 가운데 하나. 서양과 달리 체급을 딱딱 구분하는 일본 프로레슬링계에 존재하는 체급을 무시하는 벨트이다.

## 역사
과거 IWGP U-30 오픈웨이트 챔피언십이라 하여 30세 이하 선수들만 도전 가능한 체급 무시형 벨트가 있었으나 이 벨트는 타나하시 히로시의 장기 집권으로 인해 폐지되었고, 이렇게 나이에 관계 없이 누구나 도전 가능한 벨트로 부활했다.
2012년 11월 19일에 열린 신일본 프로레슬링 토너먼트에서 다나카 마사토가 우승을 차지하여 초대 챔피언에 등극한다.

## 기록들
- 초대 챔피언 : 다나카 마사토
- 최다 획득 챔피언 : 이시이 토모히로 (4회)
- 최장 보유 기간 : 다나카 마사토 (314일)
- 최단 보유 기간 : 마카베 토우기 (41일)

## 역대 챔피언 선수 목록
| #  | 선수명          | 통산 | 날짜             | 보유기간 | 달성 대회                               | 방어 | 내용                                                          |
| -- | --------------- | ---- | ---------------- | -------- | --------------------------------------- | ---- | ------------------------------------------------------------- |
| 1  | 다나카 마사토   | 1    | 2012년 11월 19일 | 314      | 초대 NEVER 오픈웨이트 챔피언십 토너먼트 | 4    | 토너먼트 결승에서 칼 앤더슨을 꺾고 우승                       |
| 2  | 나이토 테츠야   | 1    | 2013년 9월 29일  | 135      | 디스트럭션                              | 2    |                                                               |
| 3  | 이시이 토모히로 | 1    | 2014년 2월 11일  | 138      | 더 뉴 비기닝 인 오사카                  | 4    |                                                               |
| 4  | 다카하시 유지로 | 1    | 2014년 6월 29일  | 106      | 키즈나 로드 2014                        | 1    |                                                               |
| 5  | 이시이 토모히로 | 2    | 2014년 10월 13일 | 83       | 킹 오브 프로레슬링                      | 1    |                                                               |
| 6  | 마카베 토기     | 1    | 2015년 1월 4일   | 41       | 레슬 킹덤 9                             | 0    |                                                               |
| 7  | 이시이 토모히로 | 3    | 2015년 2월 14일  | 74       | 더 뉴 비기닝 인 센다이                  | 0    | 마카베 토기의 신종 플루로 인한 공석 혼마 토모아키를 꺾고 획득 |
| 8  | 마카베 토기     | 2    | 2015년 4월 29일  | 166      | 레슬링 불의 왕국                        | 2    |                                                               |
| 9  | 이시이 토모히로 | 4    | 2015년 10월 12일 | 84       | 킹 오브 프로레슬링                      | 1    |                                                               |
| 10 | 시바타 카츠요리 | 1    | 2016년 1월 4일   | 120      | 레슬 킹덤 10                            | 3    |                                                               |
| 11 | 나가타 유지     | 1    | 2016년 5월 3일   | 47       | 레슬링 돈타쿠 2016                      | 0    |                                                               |
| 12 | 시바타 카츠요리 | 2    | 2016년 6월 19일  | 139      | 도미니언 인 오사카성 홀                 | 3    |                                                               |
| 13 | EVIL            | 1    | 2016년 11월 5일  | 10       | 파워 스트러글                           | 0    |                                                               |
| 14 | 시바타 카츠요리 | 3    | 2016년 11월 15일 | 50       | 레슬링 월드 2016 인 싱가포르            | 0    |                                                               |
| 15 | 고토 히로오키   | 1    | 2017년 1월 4일   | 113      | 레슬 킹덤 11                            | 3    |                                                               |
| 16 | 스즈키 미노루   | 1    | 2017년 4월 23일  | 73+      | 로드 투 레슬링 돈타쿠 2017              | 2    | 현 챔피언                                                     |